# Philippe Terrail
Philippe Terrail (mort en 1532) est un ecclésiastique qui fut évêque de Glandèves de 1520 à 1532.

## Biographie
Philippe Terrail est le 3e des fils d'Aymon Terrail et de Hélène Alleman, sœur de l'évêque de Grenoble Laurent Alleman. Il est de ce fait le puiné de Pierre, le célèbre chevalier Bayard et l'ainé de Jacques, son successeur comme évêque .
Destiné à l'Église, il est confié pour son éducation à son oncle Laurent Alleman. Profès des chanoines réguliers de saint Augustin, son oncle lui accorde un canonicat à la cathédrale Notre-Dame de Grenoble dont il devient ensuite en 1516 le doyen. Il cède cette fonction à son cadet Jacques Terrail lorsqu'il est nommé évêque de Glandèves en 1520 quand Symphorien Bullioud est transféré dans le diocèse de Bazas.
Les deux frères sont présents en 1525 lors de la signature du contrat et de la célébration du mariage de leur nièce Jeanne, fille naturelle du chevalier Pierre Terrail de Bayard avec François de Bocsozel, célébré par leur cousin Laurent II Alleman. On ne conserve aucune autre trace de son épiscopat. Il meurt en 1532.